# Malouetia heudelotii
Malouetia heudelotii är en oleanderväxtart som beskrevs av A. Dc.. Malouetia heudelotii ingår i släktet Malouetia och familjen oleanderväxter. Inga underarter finns listade i Catalogue of Life.